# Вольферштадт
Вольферштадт (нім. Wolferstadt) — громада в Німеччині, знаходиться в землі Баварія. Підпорядковується адміністративному округу Швабія. Входить до складу району Донау-Ріс. Складова частина об'єднання громад Вемдінг.
Площа — 30,70 км2. Населення становить 1097 ос. (станом на 31 грудня 2020).